# Epistola lui Iuda
Epistola lui Iuda (sau Epistola catolică a lui Iuda), de obicei, denumită simplu Iuda, este penultima carte a Noului Testament și este atribuită în mod tradițional lui Iuda Tadeul, fratele lui Iacov cel Drept (Iuda Tadeul este uneori identificat cu fratele lui Iisus). Opinia critică majoritară este că a fost scrisă sub nume fals.
Scrisoarea lui Iuda a fost unul dintre cărțile contestate de canonul biblic. Deși statutul său canonic a fost atacat, autenticitatea acestei lucrări nu a fost niciodată pusă la îndoială de către Biserica timpurie. Asemănările dintre Epistola lui Iuda și 2 Petru, utilizarea de către ea a cărților apocrife și concizia ei au creat îngrijorare.
Opinia critică majoritară o consideră o lucrare pseudonimă scrisă între sfârșitul secolului I și primul sfert al secolului al II-lea, bazându-se pe referirile la apostoli, tradiție, stăpânirea bună a limbii grecești și opoziția față de gnosticism, dar cercetătorii conservatori o datează între anii 66 și 90.
Epistola lui Iuda face parte din „Antilegomena lui Luther”, împreună cu Evrei, Iacob și Apocalipsa lui Ioan.